# Gastrancistrus piricola
Gastrancistrus piricola is een vliesvleugelig insect uit de familie Pteromalidae. De wetenschappelijke naam is voor het eerst geldig gepubliceerd in 1907 door Marchal.